# Gransjötjärnen, Jämtland
Gransjötjärnen är en sjö i Bräcke kommun i Jämtland och ingår i Indalsälvens huvudavrinningsområde. Sjön har en area på 0,0989 kvadratkilometer och ligger 442,2 meter över havet. Sjön avvattnas av vattendraget Kvarnån.

## Delavrinningsområde
Gransjötjärnen ingår i det delavrinningsområde (699417-148803) som SMHI kallar för Inloppet i Gransjön. Medelhöjden är 450 meter över havet och ytan är 17,21 kvadratkilometer. Det finns inga avrinningsområden uppströms utan avrinningsområdet är högsta punkten. Kvarnån som avvattnar avrinningsområdet har biflödesordning 2, vilket innebär att vattnet flödar genom totalt 2 vattendrag innan det når havet efter 172 kilometer. Avrinningsområdet består mestadels av skog (75 procent) och sankmarker (20 procent). Avrinningsområdet har 0,1 kvadratkilometer vattenytor vilket ger det en sjöprocent på 0,6 procent.